# Maitiaguit
Maitiaguit, también conocido como Meytegued, es un barrio rural   del municipio filipino de primera categoría de Taytay perteneciente a la provincia  de Paragua en Mimaro,  Región IV-B.
En 2007 Meytegued contaba con 734 residentes.

## Geografía
El municipio de Taytay se encuentra situado en la isla de Paragua, al norte de la misma.
Su término limita al norte con el municipio de El Nido, barrios de Bebeladán, Bagong-Bayán y Otón, oficialmente Mabini; al  suroeste con el municipio de San Vicente, al sur con el de Roxas; y al sureste con el de Dumaran. En la parte insular se encuentra la bahía de Malampaya y varias isla adyacentes se encuentran tanto en la costa este, mar de Joló como en la  oeste, Mar del Oeste de Filipinas.
Este barrio de Maitiaguit ocupa la parte norte de la isla de Maitiaguit, una de las islas adyacentes en el mar de Joló, situada frente al barrio de Silanga en la parte continental. Comprende los islotes de  Apulit y de Quimbaludán,  todos al sur, en la bahía de Taytay. La porción norte de la isla corresponde al barrio de Depla  (Dipla).
Al norte se encuentra la isla de Batas situada frente a la  de Imorigue que forma parte del barrio de Nueva Ibajay (New Ibajay) en el vecino municipio de El Nido.
Al este de Maitiaguit, separado por la bahía de Maitiaguit (Maytiguid Bay), se encuentra el barrio de  Casián en la isla del mismo nombre y las siguientes, descritas de norte a sur: Pangisián, islas de Butacán, Malcorot, Calabugdong, Makeriben, Binga, Flower, Cagdanao, Maubanen, Dinet y el islote de Ginlap.
En la costa  sur se encuentra la bahía de  Royog (Royog Bay) y más allá, frente a las costas del barrio Bantulán de se encuentra el barrio de Betón en la isla  de Icadambanua y otras menores que cierran por el sur la bahía de Taytay.
El sitio de Maitiaguit se encuentra al este de la isla, en la bahía de Silanga (Silanga Bay).

### Demografía
El barrio  de Maitiaguit (Meytegued) contaba  en mayo de 2010 con una población de 1.052 habitantes.

## Historia
Taytay formaba parte de la provincia española de  Calamianes, una de las 35 del archipiélago Filipino, en la parte llamada de Visayas. Pertenecía a la audiencia territorial  y Capitanía General de Filipinas, y en lo espiritual a la diócesis de Cebú.